# Бадамоси, Мухаммед
Мухаммед Бадамоси (англ. Muhammed Badamosi; род. 27 декабря 1998, Серекунда) — гамбийский футболист, нападающий клуба «Чукарички» и сборной Гамбии. Выступает на правах аренды за клуб «Стандард».

## Клубная карьера
Бадамоси — воспитанник клуба «Жолакунда». В 2014 году Махуммед начал выступать за команду «Реал де Банжул». В 2016 году он перешёл в сенегальский «Олимпик де Ньор». В 2013 году Мухаммед присоединился к марокканскому клубу ФЮС. Летом 2020 года Бадамоси перешёл в бельгийский «Кортрейк». 2 ноября в матче против «Зюлте-Варегем» он дебютировал в Жюпиле лиге. 19 февраля 2022 года в поединке против «Зюльте-Варегем» Мухаммед забил свой первый гол за «Кортрейк».

## Международная карьера
12 июня 2019 года в товарищеском матче против сборной Марокко Бадамоси дебютировал за сборную Гамбии. 
В 2022 году Бадамоси принял участие в Кубке Африки 2021 в Камеруне. На турнире он сыграл в матчах против команд Мали, Туниса и Камеруна.